# Indische Cricket-Nationalmannschaft in Sri Lanka in der Saison 2001
Die Tour der indischen Cricket-Nationalmannschaft nach Sri Lanka in der Saison 2001 fand vom 8. bis zum 29. August 2001 statt. Die internationale Cricket-Tour war Teil der internationalen Cricket-Saison 2001 und umfasste drei Test Matches. Sri Lanka gewann die Testserie 2–1.

## Vorgeschichte
Beide Mannschaften bestritten zuvor zusammen mit Neuseeland ein Drei-Nationen-Turnier, das Sri Lanka im Finale gegen Indien gewann.
Das letzte Aufeinandertreffen der beiden Mannschaften bei einer Tour fand in der Saison 1997/98 in Indien statt.

## Stadien
Für die Tour wurden folgende Stadien als Austragungsorte vorgesehen.
| Stadion                                            | Stadt   | Kapazität | Spiele  |
| -------------------------------------------------- | ------- | --------- | ------- |
| Sinhalese Sports Club Ground (SSC)                 | Colombo | 10.000    | 3. Test |
| Galle International Stadium                        | Galle   | 35.000    | 1. Test |
| Muttiah Muralitharan International Cricket Stadium | Kandy   | 35.000    | 2. Test |

## Kader
Indien benannte seinen Kader am 2. August 2001.
Sri Lanka benannte seinen Kader am 11. August 2001.
| Test | Test |
| Sri Lanka | Indien |
| --- | --- |
| - Sanath Jayasuriya (K) - Russel Arnold - Marvan Atapattu - Dilhara Fernando - Mahela Jayawardene - Dulip Liyanage - Muttiah Muralitharan - Ruchira Perera - Suresh Perera - Thilan Samaraweera - Kumar Sangakkara (wk) - Hashan Tillakaratne - Chaminda Vaas | - Sourav Ganguly (K) - Hemang Badani - Sairaj Bahutule - Shiv Sunder Das - Rahul Dravid - Sameer Dighe (wk) - Mohammad Kaif - Zaheer Khan - Venkatesh Prasad - Sadagoppan Ramesh - Harbhajan Singh - Harvinder Singh - Javagal Srinath |

## Tour Match
| 8. – 10. August Scorecard | Colombo | Sri Lanka Board XI 326 (86.5) | – | Indians 281-5d (81) |
|                           |         | Remis                         |   |                     |

## Test Matches

### Erster Test in Galle
| 14. – 17. August Scorecard | Galle | Indien 187 (95.3) & 180 (74.5)   | – | Sri Lanka 362 (107.5) & 6-0 (1.5) |
|                            |       | Sri Lanka gewinnt mit 10 Wickets |   |                                   |

### Zweiter Test in Kandy
| 22. – 25. August Scorecard | Kandy | Sri Lanka 274 (78.3) & 221 (66.3) | – | Indien 232 (64.1) & 264-3 (78.4) |
|                            |       | Indien gewinnt mit 7 Wickets      |   |                                  |

### Dritter Test in Colombo (SSC)
| 29. August – 2. September Scorecard | Colombo | Indien 234 (81.1) & 299 (124.5)                 | – | Sri Lanka 610-6d (171) |
|                                     |         | Sri Lanka gewinnt mit einem Innings und 77 Runs |   |                        |

## Statistiken
Die folgenden Cricketstatistiken wurden bei dieser Tour erzielt.
| Tests                | Tests      | Tests   | Tests   | Tests   | Tests   | Tests   | Tests   | Tests   |
| Batting              | Batting    | Batting | Batting | Batting | Batting | Batting | Batting | Batting |
| Spieler              | Mannschaft | Spiele  | Innings | Runs    | Average | HS      | 100s    | 50s     |
| -------------------- | ---------- | ------- | ------- | ------- | ------- | ------- | ------- | ------- |
| Mahela Jayawardene   | Sri Lanka  | 3       | 4       | 296     | 74,00   | 139     | 2       | 0       |
| Rahul Dravid         | Indien     | 3       | 6       | 235     | 47,00   | 75      | 0       | 2       |
| Marvan Atapattu      | Sri Lanka  | 3       | 5       | 225     | 56,25   | 108     | 1       | 0       |
| Sadagoppan Ramesh    | Indien     | 3       | 6       | 223     | 37,16   | 55      | 0       | 1       |
| Shiv Sunder Das      | Indien     | 3       | 6       | 217     | 36,16   | 68      | 0       | 2       |
| Bowling              |            |         |         |         |         |         |         |         |
| Spieler              | Mannschaft | Spiele  | Overs   | Wickets | Average | BBI     | 5W      | 10W     |
| Muttiah Muralitharan | Sri Lanka  | 3       | 177.3   | 23      | 19,30   | 8/87    | 2       | 1       |
| Venkatesh Prasad     | Indien     | 3       | 97      | 11      | 28,00   | 5/72    | 1       | 0       |
| Zaheer Khan          | Indien     | 3       | 98.5    | 10      | 36,70   | 4/76    | 0       | 0       |
| Dilhara Fernando     | Sri Lanka  | 3       | 101     | 9       | 33,77   | 5/42    | 1       | 0       |
| Chaminda Vaas        | Sri Lanka  | 3       | 130.4   | 9       | 34,66   | 4/65    | 0       | 0       |

## Player of the Series
Als Player of the Series wurden die folgenden Spieler ausgezeichnet.
| Serie | Player of the Series |
| ----- | -------------------- |
| Test  | Muttiah Muralitharan |

### Player of the Match
Als Player of the Match wurden die folgenden Spieler ausgezeichnet.
| Spiel   | Player of the Match  |
| ------- | -------------------- |
| 1. Test | Sanath Jayasuriya    |
| 2. Test | Sourav Ganguly       |
| 3. Test | Muttiah Muralitharan |